# نادي جولدي
نادي جولدي الرياضي، هو نادي كرة قدم مصري مقره القاهرة. تأسس عام 1994 تحت اسم المعادن، تغير الاسم إلى الاسم الحالي عام 2001.

## الألقاب والإنجازات
كأس الرابطة المصرية
- المركز الثالث (1): 2000.[1]